# Ghost Recon: Advanced Warfighter 2
Tom Clancy’s Ghost Recon: Advanced Warfighter 2 ist ein Taktik-Shooter, der von Ubisoft Paris and Red Storm Entertainment für Konsolen der siebten Generation entwickelt wurde. Grin entwickelte eine Version für den PC und High Voltage Software war für die mobile Fassung zuständig. 2007 veröffentlichte Ubisoft auf den Plattformen Xbox 360, Microsoft Windows, PlayStation 3 und PlayStation Portable. Es ist der direkte Nachfolger zu Tom Clancy's Ghost Recon: Advanced Warfighter.

## Handlung
Die Handlung knüpft an den Vorgänger an. Unruhen in Mexiko sind nicht beendet. Es gibt weiterhin Gefechte zwischen Regierungstruppen und Aufständischen. Die US-Regierung entsendet Kräfte an die Grenze zwischen den Vereinigten Staaten und Mexiko und greift in den Konflikt ein. Schauplatz sind unter anderem 
Ciudad Juárez, El Paso (Texas) und das Wüstenareal zwischen den Grenzstädten.

## Entwicklung
Ubisoft veröffentlichte sieben Remakes alter Karten der Ghost Recon Reihe auf dem Xbox Live Marktplatz. 2008 erschienen fünf kooperative Kampagnen-Missionen. Für den PC wurden zwei Waffen und fünf neue Mehrspielerkarten in einem Patch nachgereicht.

## Kontroverse
Der Bürgermeister von Juárez, Héctor Murguía Lardizábal, setzte sich für ein Verbot des Spieles ein. Spielszenen würden ein schlechtes Licht auf die Stadt werfen und die Spannungen zwischen Mexiko und den USA unnötig vergrößern. Er fürchte auch negative wirtschaftliche Auswirkungen.

## Rezeption
André Linken von Gameswelt lobte die erhöhte taktische Tiefe. Kristian Metzger von Eurogamer merkte an, dass dies jedoch mit einem höheren Schwierigkeitsgrad einherginge. Ihm gefiel die dichte Atmosphäre, taktische Planung und bombastische Präsentation. M! Games lobte die hohe Zugänglichkeit des Spiels.